# 국도 제446호선 (일본)

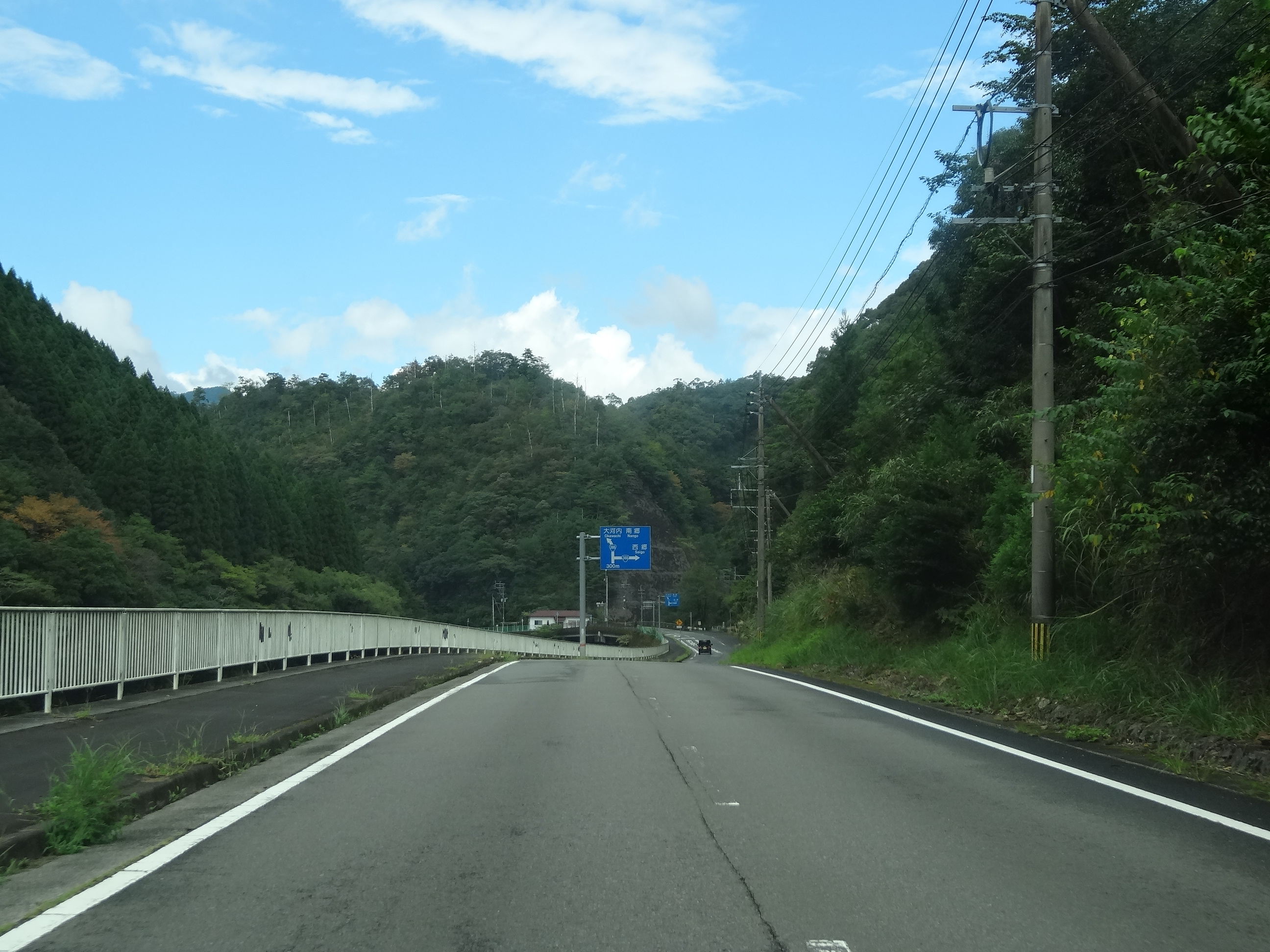
미야자키현 히가시우스키군 미사토정에서 388번 국도와 합류하는 지점 근처 지역 (구마모토현 방면)

일본 446번 국도(일본어: 国道446号→국도 446호)는 미야자키현 휴가시에서 같은현의 히가시우스키군 미사토정을 경유, 구마모토현 구마군 유노마에정까지 이어주는 총 연장 52.5 km의 일반국도 노선이다. 그러나 이 국도 노선은 중복 구간이 380번 국도와 동일하게 중복 구간이 많아 실제 연장 역시 20.8 km에 이르고 있다.

## 노선 정보
- 기점: 미야자키현 휴가시 신세이초 교차로 (이 교차로에서는 국도 제10호선이 교차하고, 국도 제327호선 (일본)(일본어판)도 기점으로 삼음)
- 종점: 구마모토현 구마군 유노마에정 (이 교차로에서는 국도 제219호선 (일본)(일본어판)과 교차하고, 국도 제388호선 (일본)(일본어판)의 종점으로 이루게 됨)
- 총 연장: 52.5 km (구마모토현 18.2 km, 미야자키현 34.3 km)
- 중복 연장: 31.7 km (구마모토현 18.2 km, 미야자키현 13.5 km)
- 미공용 연장: 없음
  - 실제 연장: 20.8 km (전 구간 실제 연장이 있는 곳은 미야자키현에 있고, 구마모토현에 놓인 실제 연장은 없다)
  - 현도: 20.8 km (실제 연장과 같음)
  - 구도: 없음

## 연혁
- 1982년 4월 1일: 일반 국도 446호선이 공식적으로 노선 지정 시행되며, 기존의 구마모토현도·미야자키현도 13호선의 전 구간을 국도로 승격함.
- 1993년 4월 1일: 기존 388번 국도의 연장 지정에 따라, 388번 국도와 중용 구간으로 선형 변경되어 노선을 함께 공유함.

## 지리

### 통과하는 지자체
- 미야자키현 : 휴가시 - 히가시우스키군 (미사토정 - 시바촌)
- 구마모토현 : 구마군 (미즈카미촌 - 유노마에정)

### 접촉 가능한 도로
- 10번 국도
- 327번 국도
- 388번 국도
- 265번 국도
- 219번 국도